# André Massard
Pour les articles homonymes, voir Massard.
André Massard, né le 28 mai 1957 à La Tine (commune de Rossinière),, est un coureur cycliste suisse, professionnel entre 1985 et 1989.

## Biographie
En 1984, André Massard remporte une étape de la Commonwealth Bank Classic. Il termine également troisième de la Ronde de l'Isard. Après ses performances, il passe professionnel en 1985 au sein de l'équipe suisse Cilo-Aufina.

## Palmarès
- 1982
  - 3e du Tour de Guadeloupe
- 1983
  - 2e du Tour du lac Majeur
- 1984
  - 9e étape de la Commonwealth Bank Classic
  - 3e de la Ronde de l'Isard
- 1990
  - Grand Prix du Faucigny
- 1992
  - Grand Prix du Faucigny
- 1999
  -  Champion de Suisse masters B[3]
- 2000
  -  Champion de Suisse masters B[3]
- 2003
  -  Champion de Suisse masters B[3]

## Résultats sur les grands tours

### Tour d'Italie
1 participation 
- 1985 : 123e